# Buenos Aires Herald
El Buenos Aires Herald es un periódico editado en inglés en la Ciudad de Buenos Aires. Fue uno de los primeros diarios argentinos y el más importante en inglés en el mundo de habla castellana. Durante fragmentos de su historia, mantuvo una línea plural y un decidido compromiso con los derechos humanos y los avances sociales, aunque en otros períodos exhibió un perfil conservador antiperonista y apoyó los golpes militares.

## Historia

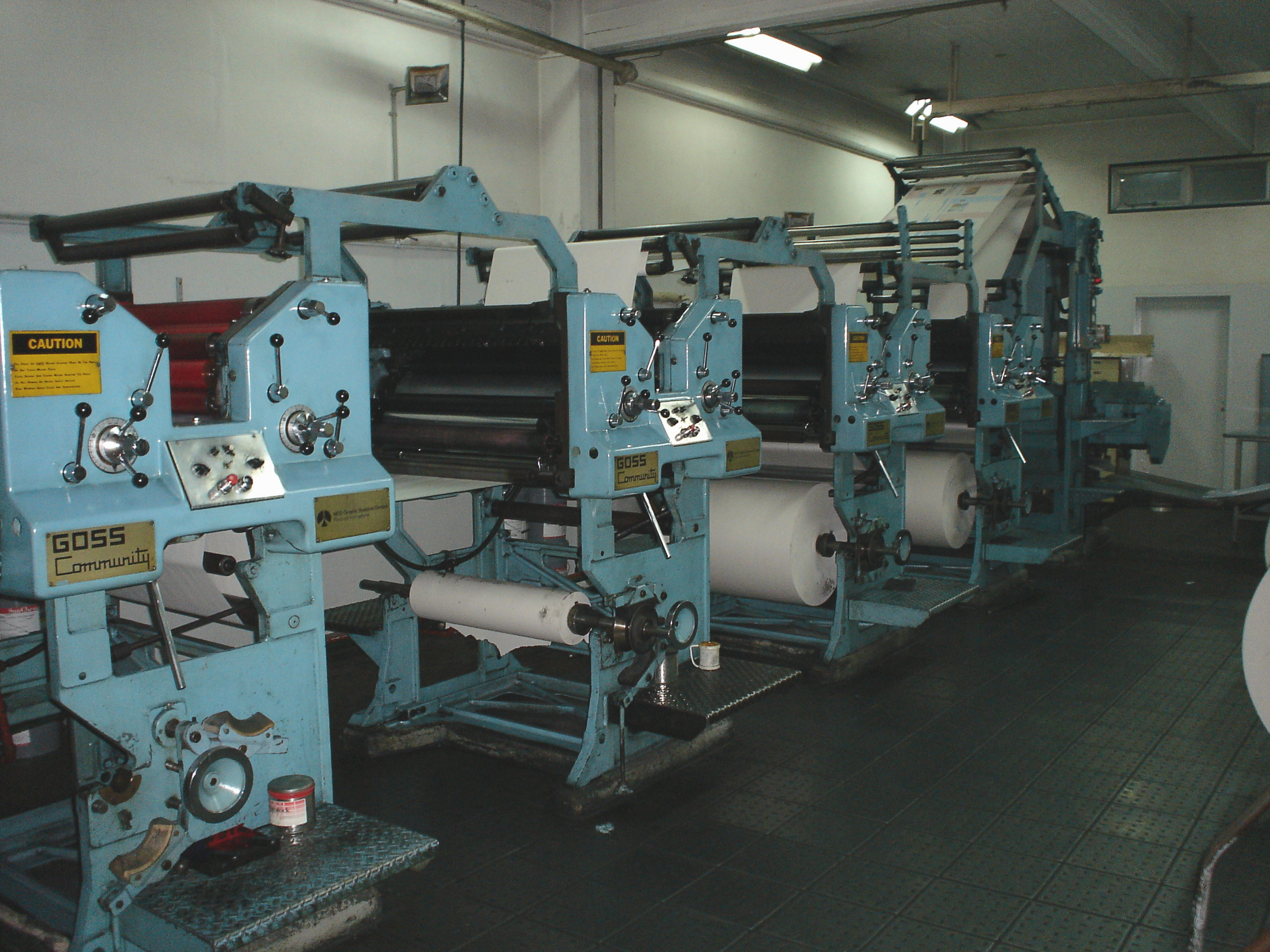
Rotativa del Buenos Aires Herald

Fue fundado el 15 de septiembre de 1876 bajo el nombre de The Buenos Ayres Herald, por el inmigrante  escocés William Cathcart. Al principio consistía de una simple hoja con anuncios publicitarios en la portada y en su mayoría información sobre “shipping” (entrada y salida de embarcaciones al puerto de Buenos Aires) en la contraportada. Cuando su fundador vendió el periódico un año después, pasó del formato semanal que tenía a uno diario, ahora sí enfocándose más en los típicos contenidos de un periódico. Rápidamente se convierte en referente de la comunidad angloparlante que vive en Argentina. 
En 1925, los hermanos Junius Julius y Claude Ronald Rugeroni compraron el periódico. En 1968,  Evening Post Publishing Company de Charleston, Carolina del Sur —el grupo económico estadounidense que gestiona el periódico Daily News and Courier—adquirió gran parte del paquete accionario de Junius Rugeroni. En 1998, la Evening Post Publishing Company se convirtió en el único propietario del matutino. A partir del 15 de diciembre de 2007, el empresario argentino Sergio Szpolski compró el diario y lo integró a su multimedios. A casi un año de aquella compra, Szpolski vendió la publicación a la editora Amfin, que edita el matutino Ámbito Financiero y había sido adquirida meses antes por Orlando Vignatti. En 2015, el Grupo Indalo compró el 60% de las acciones a Vignatti. 
A partir del año 1976, el Buenos Aires Herald, bajo la dirección del periodista británico Robert Cox, fue el único diario impreso y uno de los pocos medios de comunicación que denunció en forma persistente las violaciones a los derechos humanos cometidas por la dictadura que entonces presidía Jorge Rafael Videla. Si bien a principios del 1976, como casi toda la prensa de entonces, apoyó decididamente el golpe de Estado, a los pocos meses del golpe Cox colocó al periódico de habla inglesa en un sitial único de denuncias sobre las violaciones a los derechos humanos cometidos por la dictadura, como se evidencia en el documental sobre el Herald "El Mensajero". A causa de esta postura, Cox fue detenido ilegalmente en abril de 1977 y luego de liberado, su familia fue sistemáticamente objeto de amenazas, además de un atentado contra su vida y un intento de secuestro contra su esposa; la inminencia de su desaparición o asesinato lo obligó a dejar el país en 1979. Para el Herald, fue un período de extrema tensión, porque en un principio había apoyado a la dictadura militar y creyó que Jorge Rafael Videla era acosado por los ultras. 
La trama de aquellos años está narrada en el libro de Sebastián Lacunza "El testigo inglés, Luces y Sombras del Buenos Aires Herald" (Planeta, 2021), recorre sus 141 años de historia.
El autor y periodista Uki Goñi trabajó para el Herald en 1975-83. Primero fue colaborador, ingresando como periodista en abril de 1977, siendo editor de noticias nacionales hasta su desvinculación con el diario en enero de 1983. En el Herald, publicó informes de las "desapariciones" llevadas a cabo por la dictadura. Su libro de 1996 "El Infiltrado" sobre los crímenes de la dictadura y el rol del Buenos Aires Herald en contra del accionar de los militares ayudaría a condenar a oficiales de la Marina, incluyendo a Alfredo Astiz, en la Megacausa ESMA, siendo el propio Goñi testigo en este juicio. Astiz en su último descargo antes los jueces objetó el uso del libro y el testimonio de Goñi.
Goñi hoy día escribe artículos de opinión para medios tales como The New York Times además de escribir regularmente para The Guardian y New York Review of Books.
Otro de sus periodistas, Andrew Graham-Yooll, había partido al exilio en 1976. James Neilson, el director que reemplazó a Cox, también fue amenazado.  El estadounidense Dan Newland, director interino durante la guerra de Malvinas, sucedió a Neilson y se mantuvo un año en el cargo, en 1986. Luego fueron directores Ronald Hansen y Michael Soltys. Desde 1998 hasta 2007, Graham-Yooll fue director del Herald. Más tarde se haría cargo de la redacción Carolina Barros y, a partir de 2013, Sebastián Lacunza, hasta el cierre, en 2017. Durante la gestión de Lacunza, el Herald retomó un perfil liberal progresista.
El 31 de julio de 2017, después de 140 años de edición, el Herald anunció su cierre vía redes sociales.
El 24 de marzo de 2023, el Herald volvió a editarse en formato digital.

## Características
El Buenos Aires Herald tenía formato berlinés. Albergaba las secciones Analysis, Argentina, Economy, World, Arts and Media, Day by day, Motoring, Comics y Sports. Los lunes publicaba en la contratapa English on the side, destinada al aprendizaje del idioma inglés a partir de noticias periodísticas. El resto de los días, las contratapas tenían diferentes formatos y contenidos específicos. “Question time” publicaba entrevistas a personajes públicos; The Expat narraba historias de inmigrantes. Su redacción estaba compuesta por veinte periodistas, tanto argentinos como extranjeros, y otros veinte colaboradores.

## Suplementos
On Sunday (domingos): Notas en profundidad y ángulos específicos sobre la Argentina y el mundo. Contaba con una agenda cultural, crítica gastronómica y de vinos (a cargo de la reconocida experta Sorrel Moseley-Williams), segmentos de humor y comentarios de libros. La contratapa, Americans Express, estaba dedicada a los temas de la actualidad política-social de Estados Unidos.
World Trade (lunes): Cubría el comercio exterior y temas marítimos relacionados al sector. Se concentraba en las empresas de logística, freight forwarders, agencias marítimas, cámaras de importadores y exportadores, carga aérea, zonas francas y transporte multimodal. Se actualizaba diariamente en la sección Shipping.

## Columnistas
Andrew Graham-Yooll, James Neilson, Mempo Giardinelli, Marcelo J García (Politics and the press), Ivan Briscoe (desde Bruselas, sobre Europa), Andrés Federman (Foreign Affairs), Patricio Navia (NY University, Latinoamérica), Eric Weil (Sports), Nicolás Tereschuk, Edgardo Zablotsky y Diana Mondino (Universidad del Cema).

## Agencias y servicios
El Herald contó con los derechos de Washington Post, Newsweek, The Root, Bloomberg y otros prestigiosos medios internacionales, junto a las agencias Telam, DyN, AP, Reuters, Bloomberg, The Mark y DPA.

## Libro
Lacunza, Sebastián (2021). "El testigo inglés — Luces y Sombras del Buenos Aires Herald (1876-2017)". Paidós, Buenos Aires.

## Reconocimientos
Por su aporte a la comunicación y el periodismo en la Argentina, y su participación informativa sobre la dictadura de ese país entre 1976 y 1983, la Fundación Konex le otorgó la Mención Especial de los Premios Konex en 1987.